# 남평군 (고려)
고려 남평군 왕화(南平君 王和, ? ~ 1394년(조선 태조 3) 3월 13일)은 고려 후기의 왕족으로 본관은 개성(開城王氏)이다. 고려 신종의 후손으로 아버지는 학성부원군 왕향(鶴城府院君 王珦)이다. 공양왕과 사촌간이다.
여말 남평군(南平君)에 봉해졌으나, 1392년(공양왕 4) 정몽주(鄭夢周)가 이방원에게 주살될 때 도평의사(都評議司)의 탄핵을 받아 원지에 유배되었다. 조선이 개국한 뒤인 1394년(태조 3) 고려 종실들이 다시 거제도에 유배될 때 역모로 몰려 안동에 투옥되었으며, 이어 수원부에서 국문당한 뒤 사형당했다. 그의 직계는 행방을 알 수 없고, 함께 처형된 왕양의 후손이 전한다.

## 생애

### 가계
생년월일과 출생지는 미상이며 고려 성원록에도 없다. 자와 호 역시 미상이다. 신종(神宗)의 7대손이며, 양양공 서의 6대손이다. 고조부는 서원후 왕영, 증조부는 익양후 왕분(益陽侯 王玢), 할아버지는 순화후 왕유(淳化侯 王瑈)이고, 학성부원군 왕향(鶴城府院君 王珦)의 아들이다. 정원부원군 인효대공 왕균(定原府院君 仁孝大公 王鈞)의 조카이자 공양왕(恭讓王), 정양군의 사촌 형제였다.
어머니는 찬성사(贊成事) 당성부원군 홍원철(洪元哲)의 딸 당성홍씨인지, 중대광 찬성사 원충(元忠)의 딸 원주원씨인지 불분명하다. 기록이 전하는 형제로는 왕거(뒤에 왕양으로 개명)와, 전주최씨 시승 최사검(崔思儉)의 아들 최병례(崔丙禮)에게 출가한 누이 1명이 고려 성원록에 전한다. 초기 생애는 기록이 전하지 않는다.

### 고려 말
1389년 사촌 공양왕 즉위 후 남평군에 봉해졌으나, 1390년 이성계(李成桂) 일파가 정권을 장악하고 왕조 타도를 기도하자, 윤이(尹彛)·이초(李初) 등이 이를 제거하려다가 발생한 윤이·이초의 옥(獄)에 연루되어 전판삼사사(前判三司事) 우현보(禹玄寶) 및 수연군 왕규(壽延君 王珪)·영원군 왕기(寧原君 王琦) 등의 종실과 함께 멀리 유배되었다.

### 유배와 죽음
1392년(공양왕 4) 정몽주(鄭夢周)가 이방원에게 살해되자, 그해 6월 9일 도평의사사로부터 탄핵을 받아 원지에 유배되었다.
그 뒤 1394년(조선 태조 2년)에 유배지를 옮기던 중 외부인을 만났다가 경상도 밀성(密城, 지금의 밀양)에 사는 장님 이흥무(李興茂) 등에게 고려 왕실의 복위와 이성계의 운명을 점치게 하였다는 사실이 알려지면서 언관들로부터 역모로 몰려 투옥, 고문을 받고 안동옥(安東獄)에 투옥되었다.
그때 참찬문하부사(參贊門下府事) 박위(朴葳)역시 이흥무에게 남평군과 같은 내용을 점치게 하였다는 사실이 고변으로 알려짐으로써 언관들의 협공으로 결국 죄가 더욱 확대되어 수원부(水原府)에서 문초를 받은 뒤 동생 영평군 왕거(鈴平君 王琚)·이흥무 등과 함께 대역죄로 사형을 당하였다.

### 사후
매장지는 미상이다. 그의 아들 왕근(王根)의 행방은 미상이다. 고려 성원록에는 그의 이름만 전하고 생몰년월일 기록은 없었다. 1970년 이후 조선왕조실록을 한글로 번역하는 과정에서 그가 경기도 수원에서 사형당한 것이 알려졌다.
그의 동생으로 창왕 때, 혹은 공양왕 때 남해현으로 유배된 왕거(王王+巨, 왕양(王陽)으로 개명)의 후손이 전한다.

## 가족 관계
- 7대조 : 고려 제20대 신종(神宗, 1144~1204 재위: 1197~1204)

- 증조부 : 진한국인숙공 익양후 왕분(辰韓國仁肅公 益陽侯 王玢)
- 증조모 : 진한국장경비 박씨(辰韓國莊敬妃 朴氏)
  - 조부 : 마한국인혜공 순화후 왕유(馬韓國仁惠公 淳化侯 王瑈, ?~1360)
  - 조모 : 마한국명예비 신씨(馬韓國明睿妃 申氏)
    - 백부 : 삼한국인효대공 정원부원군 왕균(三韓國仁孝大公 定原府院君 王鈞)
    - 백모 : 삼한국대비 왕씨(三韓國大妃 王氏, 생몰년 미상)
      - 사촌 : 정양군 왕우(定陽君 王瑀)
      - 사촌 : 고려 제34대 공양왕(恭讓王, 1345~1394, 재위: 1389~1392)

    - 아버지 : 학성부원군 왕향(鶴城府院君 王珦)
      - 동생 : 영평군 왕거(寧平君 王琚, ? ~ 1394년 3월 13일)
        - 조카 : 왕흡(王洽, ? ~ ?) - 후손이 이어진다.

      - 부인 : 미상
        - 아들 : 원윤 왕근(元尹 王根)
        - 딸 : 왕씨
        - 사위 : 김정경(金定卿, 안산인, 연성군(蓮城君))

## 같이 보기
- 왕환
- 정원부원군
- 공양왕
- 정양군
- 윤이 이초 사건

1. ↑  "우현보 등을 유배보내다", 고려사 세가 권제46
2. ↑  "우현보가 도평의사사에 의해 유배되다", 고려사 열전 권제28